# Подере Сан Донато (Салерно)
Подере Сан Донато је насеље у Италији у округу Салерно, региону Кампанија.
Према процени из 2011. у насељу је живело 52 становника. Насеље се налази на надморској висини од 42 м.